# 敦煌文獻

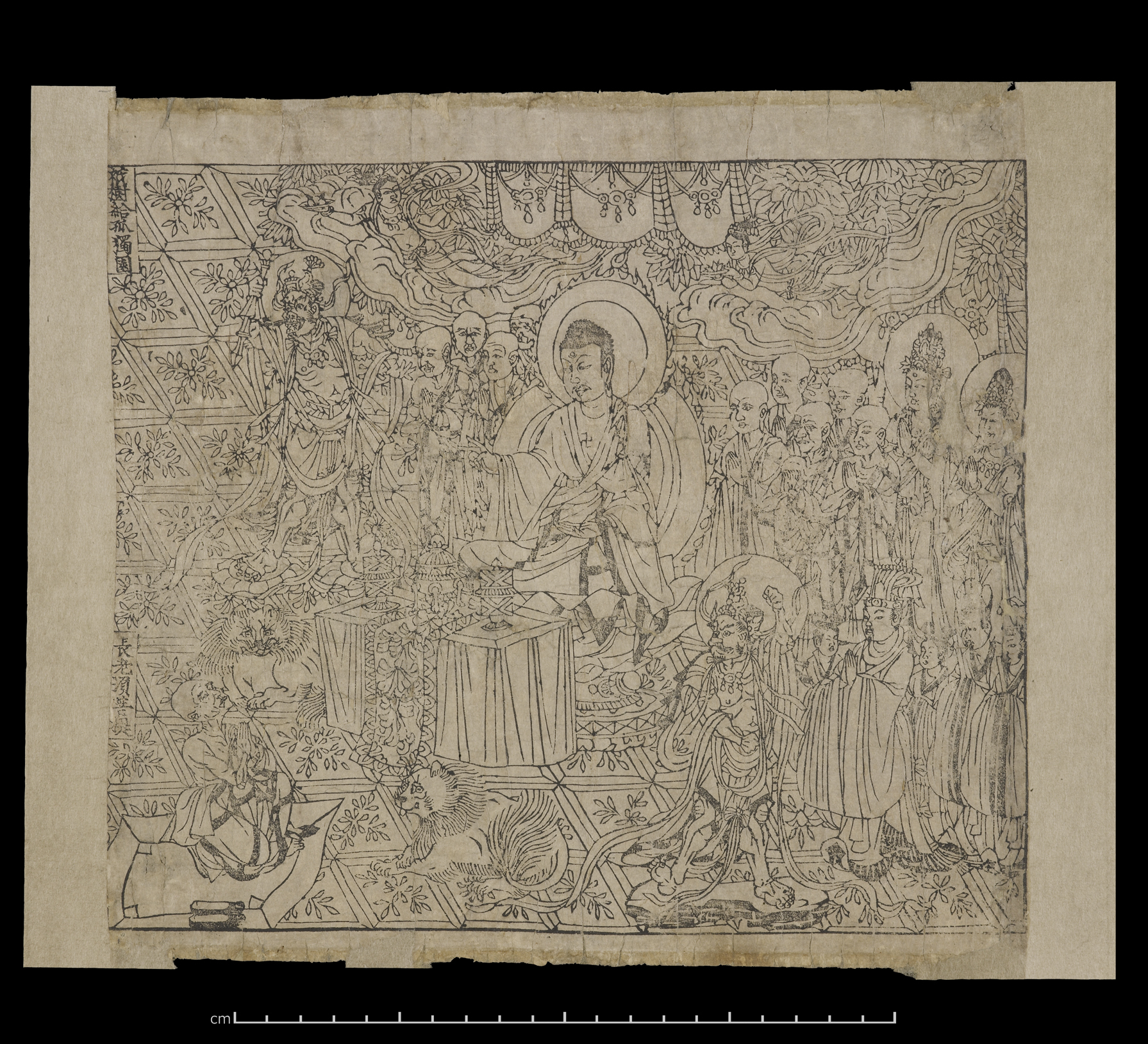
敦煌出土的唐代金刚经（868年），现存最早的印刷品之一

敦煌文獻，又称敦煌遺書、敦煌文书、敦煌寫本，是对1900年发现于敦煌莫高窟17号洞窟中的一批书籍的总称，总数约5万卷，其中佛经约占90%，最早的是前秦苻坚甘露元年（359年），最晚为南宋庆元二年（1196年）。目前敦煌文献分散在全世界，如大英圖書館、法国国家图书馆、圣彼得堡的俄罗斯科学院东方文献研究所等；1910年入藏京师图书馆时只余8000余件。目前中国国家图书馆藏有16,000余件，为该馆四大“镇馆之宝”之一（另三件分别为永乐大典、四库全书和赵城金藏）。
敦煌文獻當中以漢文文獻為最多，但以于闐文、龜茲文、梵文、粟特文、藏文、古維吾爾文、俗文、希伯來文及古突厥文被撰寫的文獻也有不少。敦煌文獻當中除了佛教文獻之外，道教、儒教、景教、猶太教及摩尼教的文獻也在其中。

## 歷史

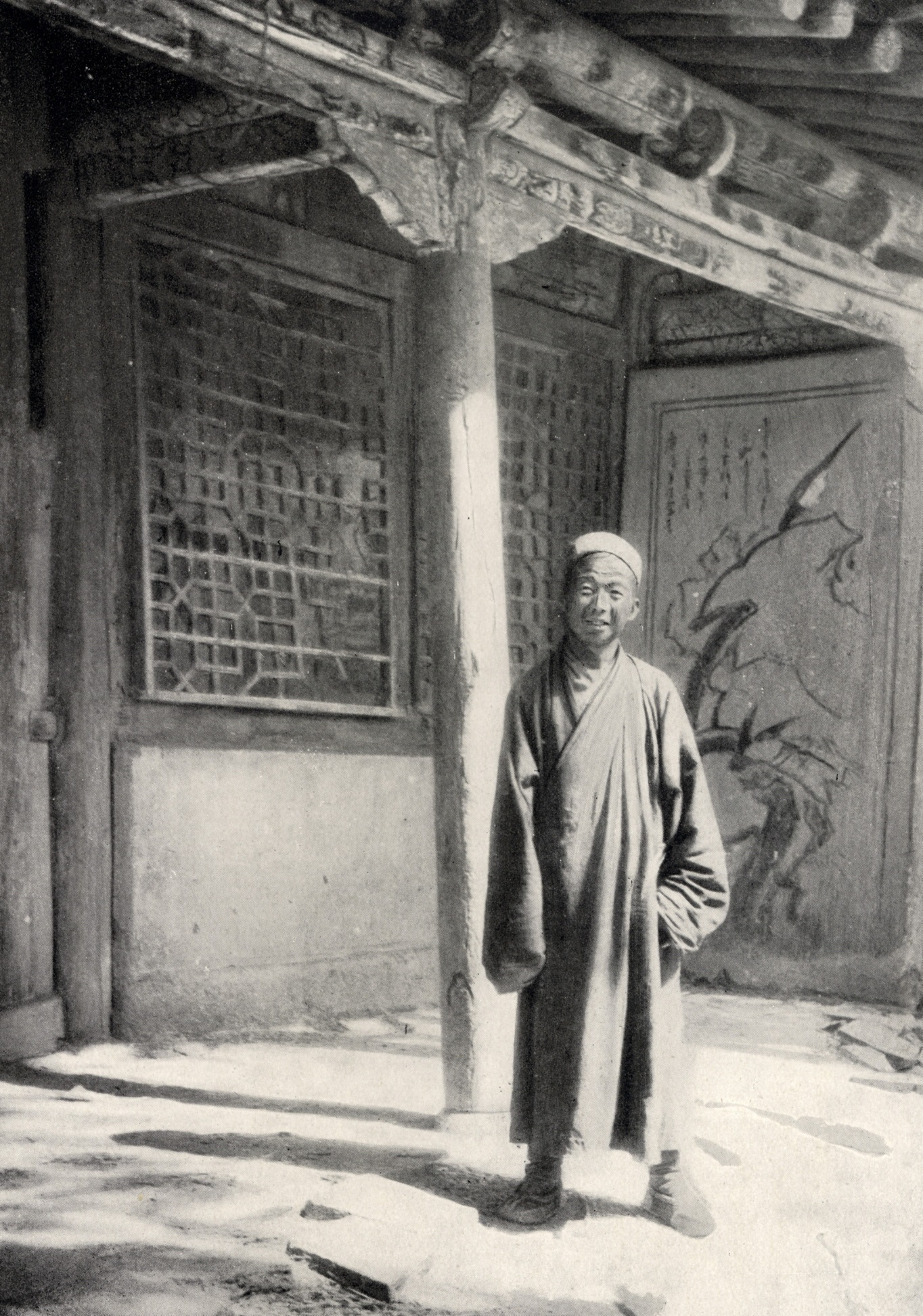
發現敦煌文獻的王圓箓

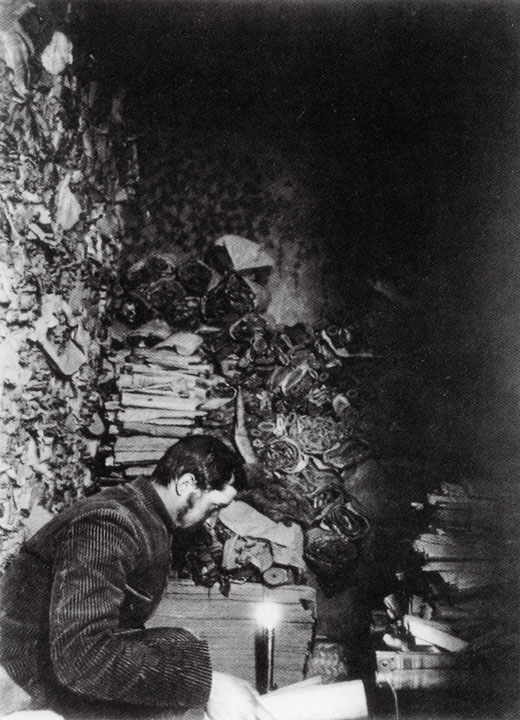
伯希和在敦煌莫高窟藏经洞内拣选文书

敦煌在中國漢唐時期是絲綢之路的重鎮。光緒二十六年五月二十六日（1900年6月22日），道士王圓箓在清理第16窟時，發現墻壁後面有一個密室，洞內滿是各種佛教經卷等文物，總數約5萬餘件。佛书占敦煌汉文文献的百分之九十左右，作品包括经、律、论、疏释、伪经、赞文、陀罗尼、发愿文、启请文、忏悔文、经藏目录等。
1907年，猶太族英國人斯坦因來到敦煌，以200两银两，买走了24箱写本和5箱其他艺术品。1908年，法國漢學家伯希和來到莫高窟，以600两银两为代价，获取了1万多件堪称菁华的敦煌文书，后来大都入藏法國國家圖書館。伯希和还在第464窟发现一批元代回鹘文遗书。1905年俄国人奥布鲁切夫，日本人橘瑞超、吉川小一郎，1914年俄國人奥登堡，美國人華爾納等人，先後從莫高窟買走了大量的經卷。這些文物至今仍流散至海外的達3.5萬件，約佔所有文物的三分之二。
1909年8月22日，学部左丞喬樹枏命护理陕甘总督的毛实君封存莫高窟藏经洞。1910年，朝廷命新疆巡抚何彥升將敦煌遗书運至北京；押运官傅某至北京後，不直接向学部復命，暗中把车队赶进何震彝私宅；何震彝與其岳父李盛铎，還有刘廷琛、方尔谦等四人，翻阅了车上全部的敦煌遗书並取走。8000余卷敦煌遗书，被官员截留不少；這些文物經過儒官的精選，都是上等文物。

## 整理

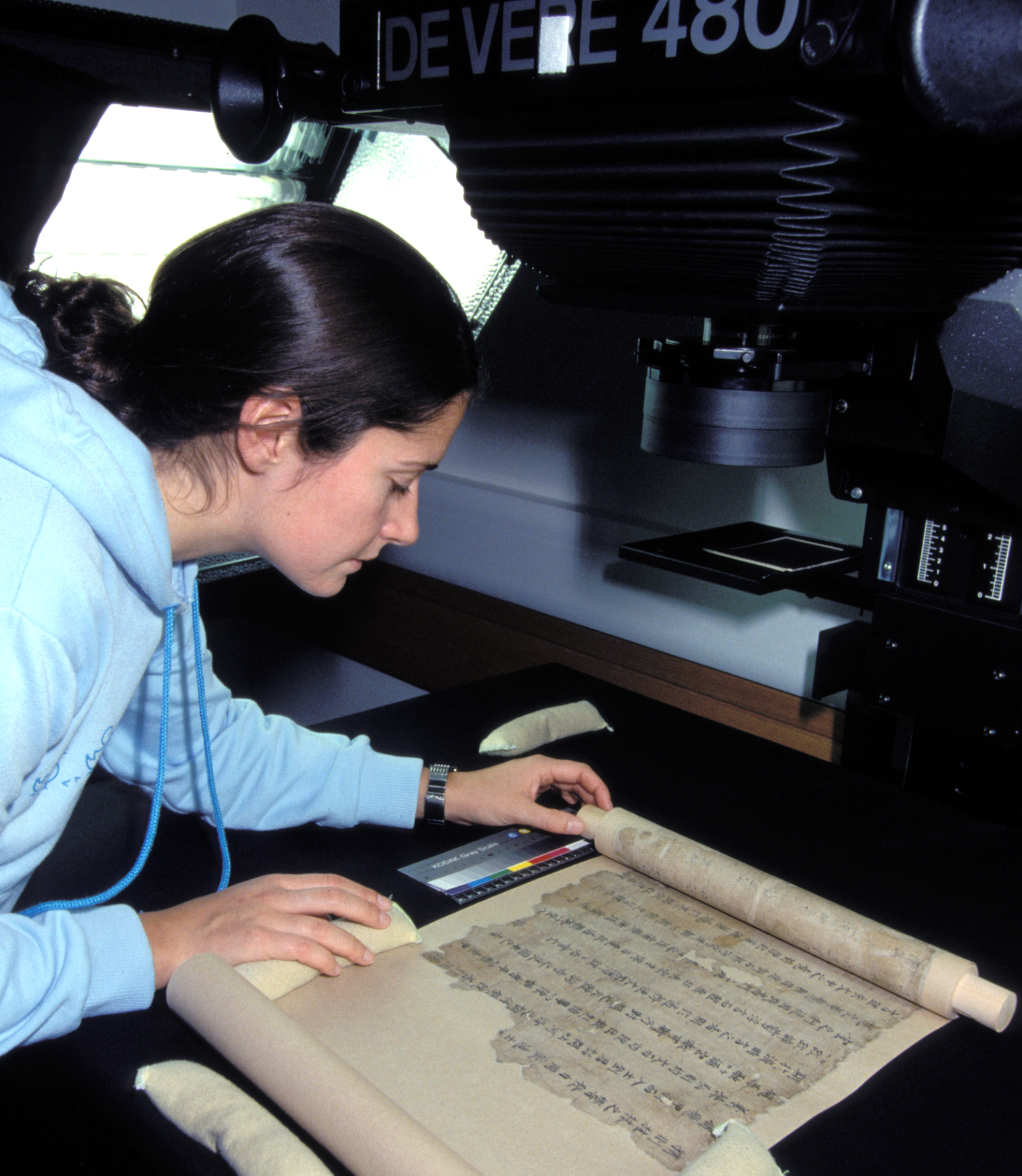
敦煌文獻《兔園策府》進行數位化

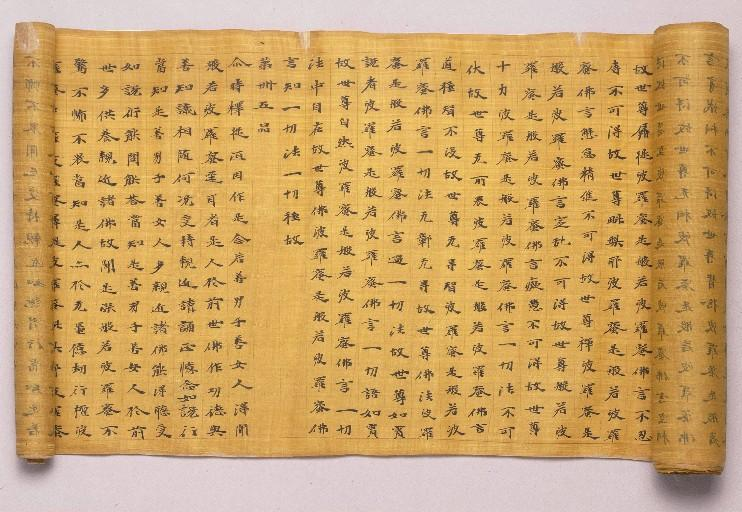
《摩訶般若波羅蜜經》殘卷

藏经洞内有大量的佛家典籍，例如《妙法莲华经》、《大般若波罗蜜多经》、《金刚经》、《維摩詰經》、《金光明经》、《涅槃经》、《无量寿宗要经》、《佛名经》、《心经》等；另外還有敦煌本《坛经》首题《南宗顿教最上乘摩诃般若波罗蜜经（法）六祖惠能大师于韶州大梵寺施法坛经一卷，兼受无相戒弘法弟子法海集记》，是學者胡適研究禪宗最大的依據。1926年，胡适還从大英圖書館和法国国家图书馆的敦煌遗书中分别发现《楞伽师资记》的三个抄本（Ｓ2054、Ｓ4272、Ｐ3436）；金久经从胡适处借到此抄本，1931年出版《校刊唐写本楞伽师资记》；日本人蓧原寿雄整理出《楞伽师资记校注》。1994年，方廣錩依敦煌遺書的《心經》異本作修訂本《般若波羅蜜多心經》。许多敦煌寫本是《大藏经》中的佚文佚经。宋真宗时被明令禁绝的变文，也在藏经洞內出現。所有文献基本上全是手写的，以卷軸裝為主，又有梵篋裝、經折裝、蝴蝶裝、冊子裝和單頁等多種形式。
藏经洞内有大量的儒家典籍。皇侃的《論語義疏》是現存最早的論語疏。在这些古本还有如邓粲的《晋纪》、虞世南的《帝王概论》、孔衍的《春秋后语》等等，都是第一次见到的。许多歌辞、俗赋、白话诗、话本，全都是从未见过的，唐代诗人韦庄的长诗《秦妇吟》，不曾收录在《全唐诗》中，至清末写本始复出于敦煌石窟。
道家典籍有《老子想尔注》、《老子化胡經》等。

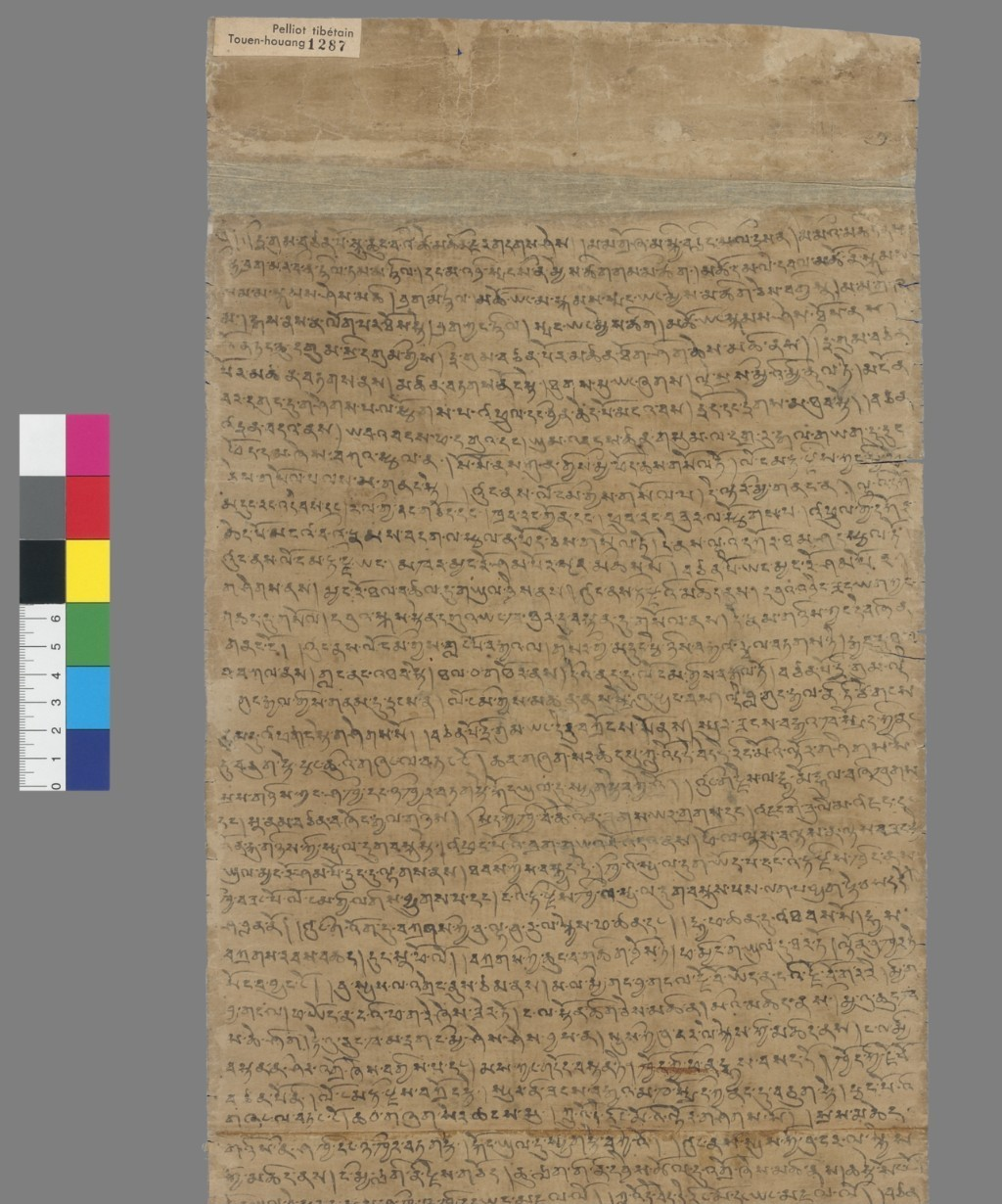
《吐蕃贊普傳記》手卷寫本第一頁。

在史料方面，吐蕃史有藏文的《吐蕃大事紀年》、《吐蕃贊普傳記》、《小邦邦伯家臣及贊普世系》。《吐蕃大事紀年》記載了650∼764年間吐蕃王朝的大事。《吐蕃贊普傳記》記載贊普與吐蕃歷任大相。《小邦邦伯家臣及贊普世系》詳細列出了各地方勢力的範圍及其氏族，以及贊普世系，澄清傳世文獻中的混亂。漢譯本有《敦煌本吐蕃历史文书增订本》、《敦煌藏文吐蕃史文献译注》。新羅僧人慧超的《往五天竺國傳》是印度和中亞史地的重要史料。
在天文學方面，《敦煌星圖》是中國天文學史上最著名的星圖之一。
《切韻》是中國最早的韻書。《敦煌棋經》是中國现存最古老的棋经。
一說敦煌遺書為寺院棄藏，因為首尾完整的經卷很少，絕大多數均為殘卷。現存58,000號漢文遺書中，約有一半為較小殘片。敦煌遗书由于长期使用，难免有破损等情况。古人往往随便剪下一块其他废旧纸张，贴补在破损卷子的背面。有的敦煌遗书更小，只是巴掌大、指甲盖大。少數如ZSD2081號有護首、原軸，完整保持卷軸裝原貌更少。敦煌遺書出土後更有人為的撕裂。

## 下落
1944年，常书鸿在敦煌莫高窟藏经洞以外的地方又发现了经卷残片，共发现经文66件，残片66片。
中華人民共和國成立后，罗振玉收藏的《老子道德经》、马叙伦收藏的《天请问经》，还有新881号《尚书》等，都回到中国国家图书馆。
李盛铎與方尔谦晚年寓居天津，李盛铎死后，400余件敦煌遗书由其后代拿到日本，经敦煌学家羽田亨鉴定，全部入藏杏雨书屋。杏雨书屋现收藏总数已达700多号，成为日本收藏敦煌遗书最多的单位。敦煌遗书後來流散于天津，一部分由周叔弢、张叔诚等人收藏。周叔弢捐献256卷給天津博物馆。
目前英国国家图书馆藏13000余件，占三分之一；俄罗斯科学院东方学研究所圣彼得堡分所藏10800余件，亦占三分之一；其他還有法国国家图书馆藏5700余件。